# Leine
La Leine est une rivière de Thuringe et de Basse-Saxe, au centre de l'Allemagne, qui passe par Gœttingue et Hanovre entre autres. C'est un affluent de l'Aller. La source de cette rivière est située dans la ville de Leinefelde-Worbis dans l'ancienne contrée du Eichsfeld en Thuringe.

## Affluents
Les  affluents de la rivière Leine sont :
(en amont; D = affluent par la droîte / G = de la gauche)
| - Line (D) – près de Leinefelde - Etzelsbach - à Wingerode - Steinbach (D) - à Bodenrode - Geislede (G) –à Heilbad Heiligenstadt - Beber (D) près de Heilbad Heiligenstadt - Lutter (G) – à Uder - Schleierbach (G) – près de Niedergandern - Molle (G) – près de Friedland - Wendebach (D) – près de Niedernjesa - Dramme (G) – près de Obernjesa - Garte (D) – près de Rosdorf - Rase (G) – près de Rosdorf - Lutter(D) – à Göttingen - Grone (G) – à Göttingen - Harste (G) – près de Parensen - Weende (D) – près de Angerstein - Rodebach (D) – près de Angerstein - Espolde (G) – près de Lütgenrode - Beverbach (D) – près de Nörten-Hardenberg - Moore (G) – près de Northeim - Rhume (D) – près de Northeim - Bölle (G) – près de Northeim | - Ilme (G) – près de Einbeck - Aue (D) – près de Kreiensen-Haieshausen - Gande (D) – près de Kreiensen - Wispe (G) – Alfeld-Wispenstein - Warne (D) – près de Alfeld - Glene (G) – près de Alfeld - Despe (D) – près de Gronau - Saale (G) – près de Elze - Haller(G) – près de Nordstemmen - Rössingbach (D) – près de Barnten - Gestorfer Beeke (G) – près de Jeinsen - Innerste (D) – près de Sarstedt - Ihme (G) – à Hanovre - Fösse (G) – à Hanôvre - Lohnder Bach (G) - à Seelze - Westaue (G) – près de Bordenau - Totes Moor (G) – près de Empede - Auter (D) – près de Averhoy - Jürsenbach (D) - près de Luttmersen - Große Beeke (D) – près de Vesbeck - Grindau (D) – près de Schwarmstedt |

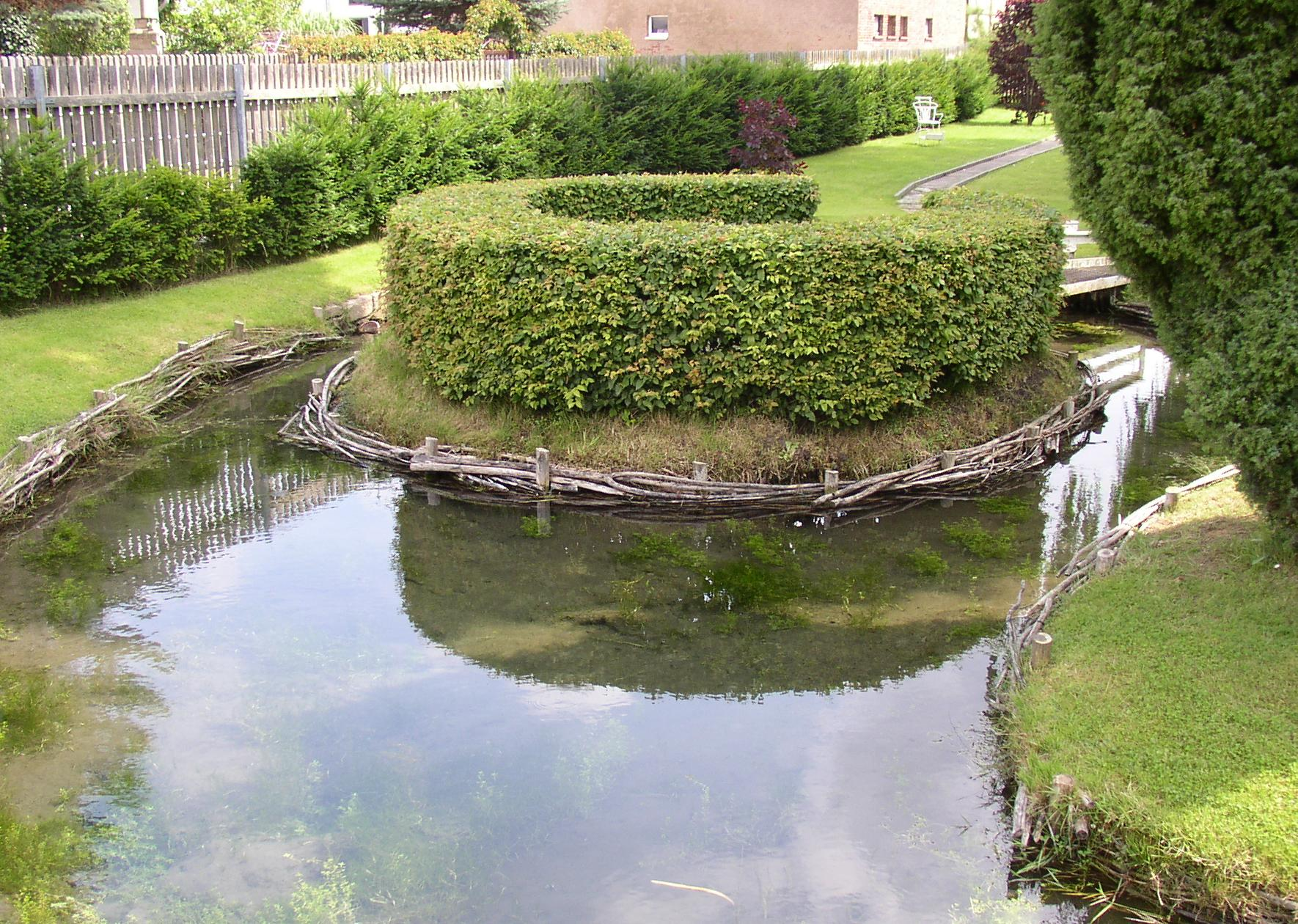
La « source circulaire » de la rivière.
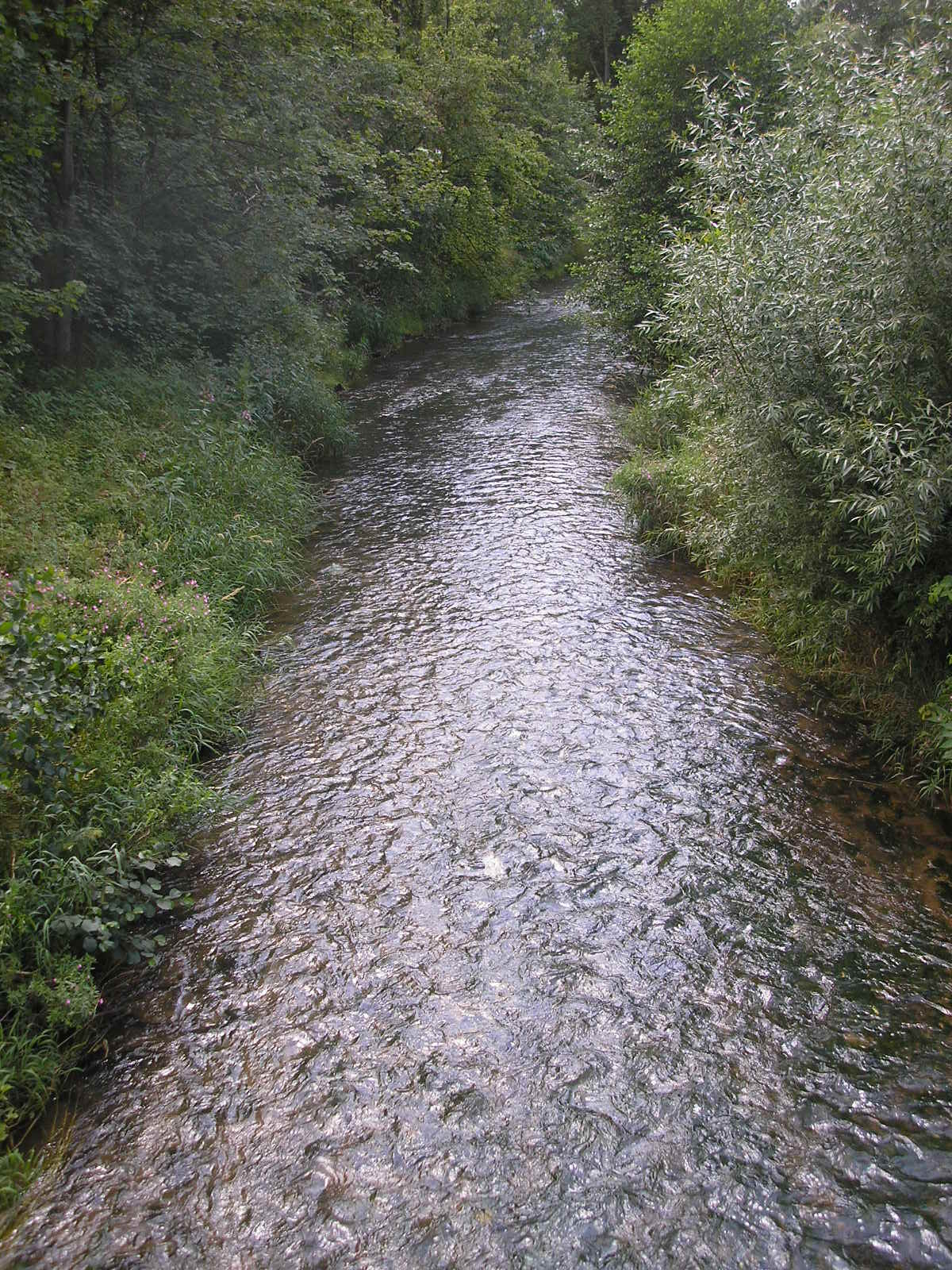
La Leine près de Heiligenstadt.
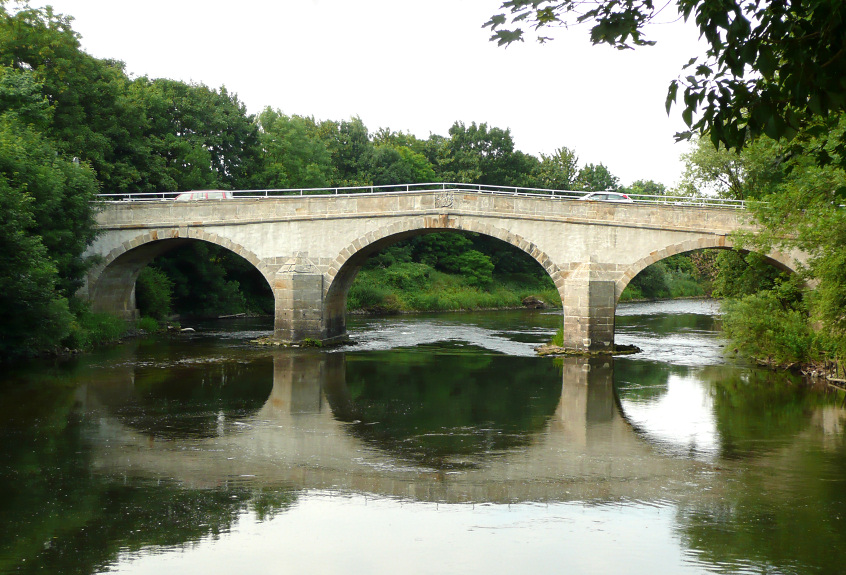
Pont sur la Leine de 1751 à Pattensen-Schulenburg.
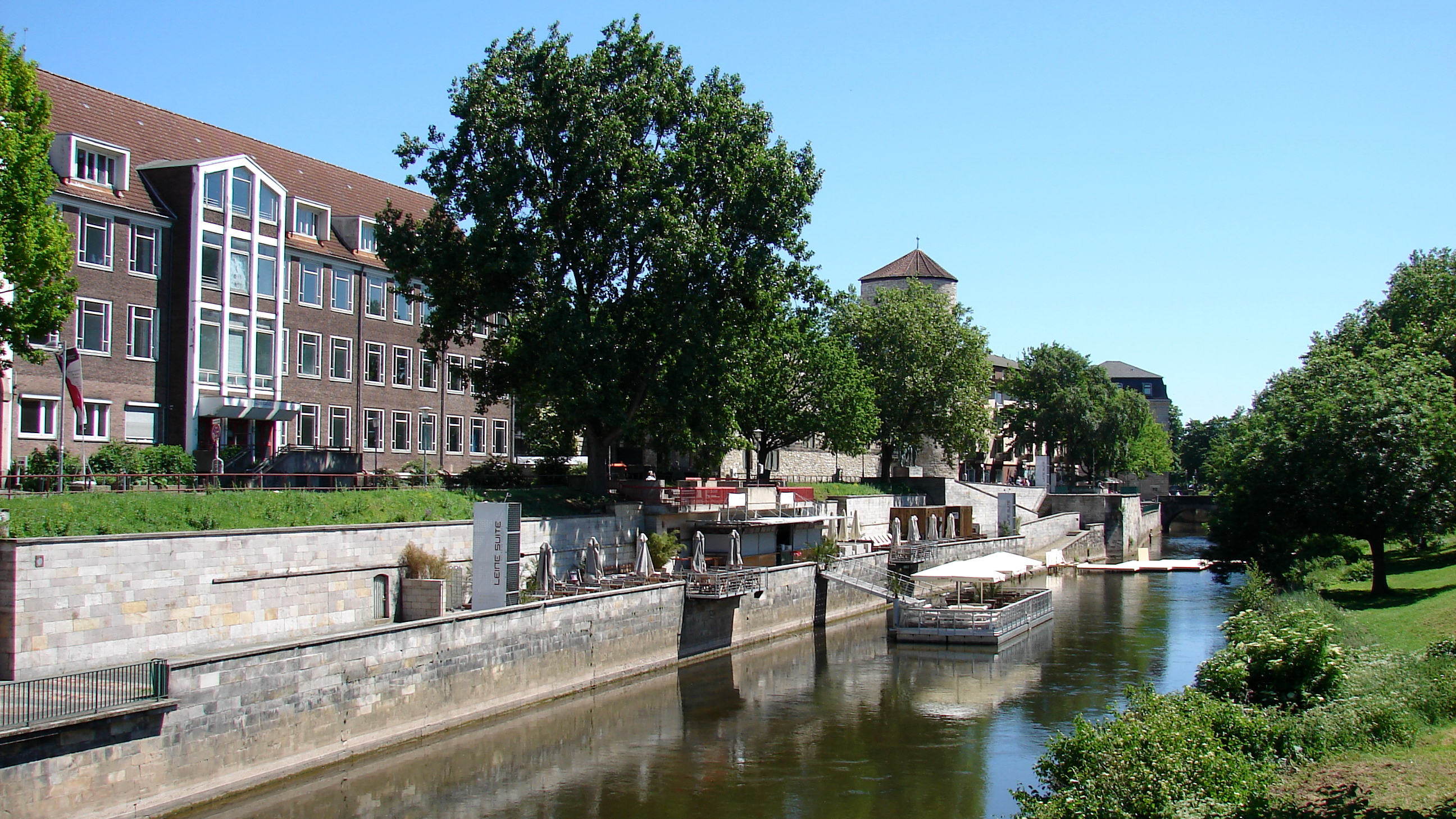
Le Hohes Ufer (de) à Hanovre.